# まんざらでもねぇ
まんざらでもねぇは、実の兄弟からなる日本のお笑いコンビ、マジシャン。株式会社100company所属。
実母は声優の鈴木より子で、伯父は津田直士。親戚には富田耕生がいる。

## メンバー

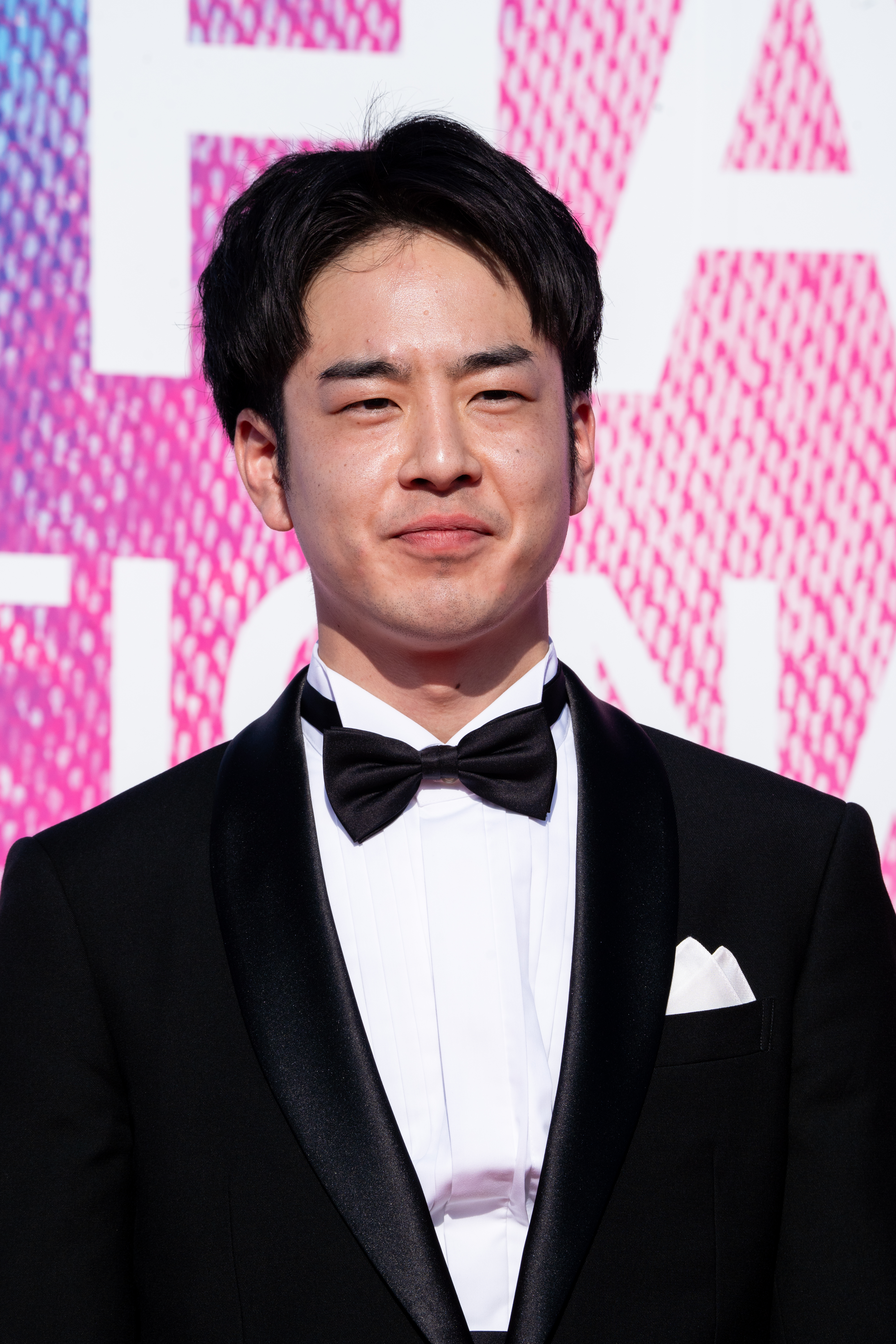
涼平（2024年）

涼平（本名：鈴木 諒平（すずき りょうへい）1995年1月31日（30歳） - ）
ツッコミ担当。
東京都出身、血液型はO型。
趣味は読書、料理。特技は剣道(四段)、ものまね。
渡辺正行の元付き人。

将平（本名：鈴木 奨平（すずき しょうへい）1997年2月3日（28歳） - ）
ボケ・ネタ作り担当。
東京都出身。身長174 cm。ほっかむり68.5 cm、はちまき56.5 cm。血液型はO型。
趣味はレゲエ音楽、料理、ディズニー。特技はマジック、剣道(三段)、早口レゲエ、ディズニーものまね。
マジックは本などで勉強し、独学で覚えた。
高校2年から約4年間、俳優として活動していた。

## 芸風
主にコント。将平の特技であるマジックを取り入れたものが多く、兄弟揃ってものまねが持ちネタにある。実母と共に親子ユニット『Belltree』としても活動。
アマチュア時代にはM-1グランプリに出場し、漫才を披露したこともある。

## 出演

### テレビ
- 10万円でできるかな（テレビ朝日）
- スクール革命!（日本テレビ）[6]
- お茶にごす。（Amazonプライム・ビデオ、テレビ東京）
- 水曜日のダウンタウン『30-1グランプリ』（TBS）[7]
- ネタパレ（フジテレビ）
- おもしろ荘（日本テレビ）

### ネット番組
- 剣道まっしぐら!（渡辺正行のYouTubeチャンネル）[8][2]

### ラジオ
- くにまるジャパン 極（文化放送）[2]